# Vocento
Vocento es un grupo de comunicación multimedia de información general de España con origen en el País Vasco, formado por más de 100 empresas. Nace en septiembre de 2001 con la fusión entre los grupos Prensa Española y El Correo, aunque es en mayo de 2003 cuando adquiere su denominación Vocento, de inspiración latina y derivada de la palabra «voz».
El grupo Vocento tiene su origen histórico en 1910 con el periódico El Pueblo Vasco, fundado por los hermanos Ybarra, que en 1938 se fusiona con El Correo Español. En los años 40 obtiene participaciones en El Noticiero Bilbaíno y en 1948 inicia su desarrollo y crecimiento con la adquisición de la mayoría de El Diario Vasco.  
A partir de 1984 se produce su expansión fuera del País Vasco al contar con participaciones en El Diario Montañés (Santander). También en los 80, se crea la Corporación de Medios de Comunicación Social, una sociedad instrumental, a través de la cual Vocento adquiere ocho diarios regionales (Las Provincias, La Rioja, El Norte de Castilla...). En 1988 adquiere los periódicos La Verdad (Murcia), Hoy (Extremadura) e Ideal (Granada) y en 1990 se hace con el diario Sur (Málaga). 
Por su parte, Prensa Española comienza en 1891, con la revista Blanco y Negro, no siendo hasta 1903 que aparece su periódico más importante, ABC. Actualmente, el suplemento dominical XL Semanal, antes conocido como El Semanal, se distribuye con los periódicos generalistas del grupo.
Vocento controla toda su cadena de producción, al estar presente en otros apartados como la distribución, la impresión o la gestión de eventos.

## Historia
Vocento nace en 2002 con la fusión del Grupo Correo y Prensa Española, aunque su historia se remonta a 1854, con la fundación de El Norte de Castilla, el diario más antiguo de los que hoy integran el grupo. 
El Grupo Correo tiene su origen en 1910, cuando los hermanos Fernando, Gabriel y Emilio Ybarra fundaban en Bilbao la cabecera El Pueblo Vasco, un rotativo que se sumaba a la vanguardia intelectual y cultural que representaban importantes diarios locales de la época, hoy centenarios y pertenecientes a Vocento. 
Por otro lado, el 6 de julio de 1937 el empresario y periodista José Luis de Eguílaz creaba también en Bilbao El Correo Español. La fusión de ambas editoras permitía que el 13 de abril de 1938 saliera a la calle el primer número de El Correo Español-El Pueblo Vasco. Ese primer ejemplar sentó las bases de lo que, con el tiempo, se transformaría en uno de los principales grupos mediáticos de España.
En 1945 los propietarios de El Correo Español-El Pueblo Vasco y los del diario El Noticiero Bilbaíno, las familias Echevarría y Bergareche, constituían la sociedad Bilbao Editorial. Tres años más tarde, en 1948, la compañía entraba en el capital de la Sociedad Vascongada de Publicaciones, editora de El Diario Vasco. Durante los años siguientes, Bilbao Editorial emprendía una primera expansión empresarial, con la creación de ediciones de sus diarios para las localidades próximas. 
Posteriormente, esta sociedad se convertía en el Grupo Correo e iniciaba una gran historia de alianzas y adquisiciones, incorporando a partir de los años 80 otras cabeceras regionales de gran tradición: El Norte de Castilla (fundado en 1854), Las Provincias (1866), El Comercio (1878), La Rioja (1889), El Diario Montañés (1902), La Verdad (1903), Ideal (1932), Hoy (1933), Sur (1937).
Por otro lado, la historia de Prensa Española se inicia en 1891, cuando Torcuato Luca de Tena fundaba el semanario Blanco y Negro, que más adelante se convertiría en ABC. Su primer ejemplar salió a la calle, como semanario, en 1903 y en 1905 pasó a publicarse como diario. En 1909, Luca de Tena creó la sociedad Prensa Española, editora de ABC. 
El diario, que continuó con la edición de la revista gráfica Blanco y Negro, fue sumando ediciones desde 1929, cuando nació el ABC de Sevilla.
En 2002, el Grupo Correo y Prensa Española se fusionan para crear Vocento. Cuatro años después, el 8 de noviembre de 2006, Vocento sale a Bolsa con el 20% de su capital. Desde entonces, cotiza en las Bolsas de Madrid, Barcelona, Bilbao y Valencia, dentro del Sistema de Interconexión Bursátil Español (Mercado Continuo).

### Diarios
- ABC. Fundado en 1903, es el diario decano y referente de la prensa generalista en España. Desde su fundación, se ha mantenido entre los diarios de información general más vendidos del país. ABC, además de contar con una edición nacional, publica ediciones autonómicas y locales, entre las que destaca, por difusión e historia, la de Sevilla. También tiene ediciones propias en Andalucía, Córdoba, Cádiz.

- Hoy (Extremadura)
- Sur (Málaga)
- Ideal (Granada, Almería y Jaén)
- El Comercio (Gijón, Avilés y Oviedo)
- El Correo (sede Bilbao: Vizcaya, Álava, Duranguesado, Guipúzcoa, Margen Derecha, Margen Izquierda, Miranda de Ebro y Nervión-Ibaizábal[4])
- El Diario Montañés (Cantabria)
- El Diario Vasco (San Sebastián)
- El Norte de Castilla (Valladolid, Palencia y Segovia)
- La Rioja (La Rioja)
- La Verdad (Murcia y Cartagena)
- La Voz de Cádiz (Cádiz)
- Las Provincias (Valencia)

### Diarios digitales
- BURGOSconecta (Burgos)
- Leonoticias (León)
- Salamancahoy[5] (Salamanca)
- Todo Alicante[6] (Alicante)
- Huelva24 (Huelva)
- Relevo (deportivo)[7]

### Agencia de noticias
- Colpisa. Creado en 1972, este espacio de producción informativa multimedia ofrece contenidos informativos a los medios regionales de Vocento, para los que funciona como redacción central, a otros diarios asociados (La Voz de Galicia, Diario de León, Diari de Tarragona, Canarias 7) y a clientes ajenos a este grupo.

### Revistas
- XLSemanal. Fundada en 1987 es la revista de actualidad más leída de España y se distribuye cada semana con 28 diarios. Ofrece entrevistas y reportajes en profundidad y cuenta con la colaboración de reconocidos articulistas, escritores y periodistas como Arturo Pérez-Reverte, Carmen Posadas, Isabel Coixet, Lorenzo Silva o Juan Manuel de Prada.
- Mujerhoy. Creada en 1999 como revista semanal de moda y estilo de vida, desde 2023 tiene una periodicidad mensual. Ofrece también coantenidos sobre actualidad, belleza, bienestar, viajes, decoración... Se distribuye junto a periódicos de Vocento y otras cabeceras asociadas al grupo.

## Medios radiofónicos

### Radio
Desde marzo de 2013 existe un acuerdo estratégico entre COPE y Vocento. Ambos grupos concretaron una alianza para reforzar la línea editorial compartida y la defensa de los mismos valores.
El acuerdo supone la asociación de Vocento con las emisoras que componen actualmente la red de COPE. Ambas redes comparten una misma programación en cadena cuya comercialización es gestionada por la cadena en sus distintos formatos. Los programas, comunicadores y contenidos editoriales de COPE son objeto de una especial atención en las páginas de ABC. La alianza estratégica recoge también la presencia de periodistas y colaboradores del diario ABC en los principales programas informativos y de opinión de la emisora y el seguimiento de ambas redacciones en los temas de interés común. Los dos grupos de comunicación han acordado la integración de los diferentes portales de tres de las cuatro emisoras de radio del grupo (COPE, Cadena 100 y Rock FM) en la web de ABC y viceversa, con el objetivo de reforzar a ambos medios en el competitivo mercado de la información en la red.
Vocento está asociada con las siguientes emisoras tras alquilar los postes propios de ABC Punto Radio y Onda Rambla a la red de COPE:
- A nivel nacional:
  - COPE (DAB, AM, FM, TDT)
  - Cadena 100 (DAB , FM, TDT)
  - Radio María España (asociada a COPE) (DAB, FM, TDT)
  - Radio Santa María de Toledo (España) (FM, TDT, toda la provincia de Toledo, a unas horas Radio Santa María, resto del día Radio María España),  (asociada a COPE y Radio María España)
  - Rock FM, anteriormente conocida como Rock & Gol (FM, algunas demarcaciones locales en TDT)
  - MegaStar FM (FM, algunas demarcaciones locales en TDT) [8][9]
- A nivel autonómico, provincial o local:
  - Onda Rambla, emite programación nacional de COPE y programación propia para Cataluña y Andorra (AM, FM, TDT)

Todas estas emisoras emiten a nivel internacional por internet.

## Medios audiovisuales

### Televisión
El Grupo Vocento comienza su andadura televisiva comprando parte del accionariado de Telecinco, el cual posee de 1996 hasta 2009, que el Gobierno le obliga a vender sus acciones, ya que Vocento tiene una licencia de TDT.
En el año 2000 crean el canal autonómico Onda 6 el cual desaparecería en 2009 para dar paso a su nueva apuesta La 10 Madrid, este canal nunca fue unido a la red de Punto TV.
En el año 2003 se pone en funcionamiento una nueva red de televisiones locales y autonómicas, unas propias y otras asociadas a la marca bajo el nombre Punto TV, que llegó a poseer más de 50 canales entre autonómicos y locales llegando a una audiencia potencial de casi 10.000.000. Sin embargo en 2008 el grupo decidió dejar de emitir en cadena a través de dichos canales y lo que hicieron fue buscar administrador local para cada una de ellas y que Punto TV solo funcionase como distribuidora de contenidos para canales locales y autonómicos. Entre el 2003 y 2008 Punto TV también se encarga de suministrar espacios televisivos al canal Net TV.
En el año 2010 Punto TV desaparece definitivamente y Vocento crea una nueva red que emitirá en cadena y solo a través de sus propios canales, sin ninguna cadena asociada, este proyecto se llama La 10, y estaría presente en Madrid, Asturias, Andalucía, Valencia, Murcia, etc. Al poco tiempo de empezar el canal pasa a emitir a nivel nacional bajo el nombre de La 10, a los pocos meses de empezar Vocento se deshizo de sus canales locales y autonómicos, unos volando bajo gestión totalmente local a través de los medios que el grupo posee (Murcia: La Verdad TV, La Rioja: Rioja Televisión, etc.)  y otros llegaron a un acuerdo con la compañía Canal Catalá para que lo gestionase con total libertad dando así vida al canal Metropolitan TV (Andalucía, Madrid y Comunidad Valenciana).
Con la llegada del 2011 La 10 comienza reducir sus espacios de producción propia hasta dejar solo los informativos que también desaparecen en el verano del 2011, desde septiembre de ese año la cadena solo emitía productos en lata y desde diciembre solo emite teletienda. En enero de 2012 Vocento confirma que La 10 será sustituida por un nuevo canal de Viacom tras cerrar un acuerdo con ellos.
En marzo de 2012, Vocento confirma el acuerdo con Viacom para lanzar durante el primer cuatrimestre de 2012 un canal de cine en abierto para reemplazar a La 10. Así, el 22 de marzo de 2012 llega Paramount Channel (actualmente, Paramount Network).
Desde 2002 a través de la empresa Sociedad Gestora de Televisión Net TV consigue una licencia de TDT nacional. Vocento comenzó poseyendo el 25% de la compañía, en 2012 posee el 55%.
El 7 de febrero de 2014, volvió a la televisión de pago el canal MTV España, que empezó a emitir en abierto el 16 de septiembre de 2010.  Este se dedica al entretenimiento, con la emisión de series internacionales, realities de producción propia y música las 24 horas del día.
El 13 de febrero de 2014 cesaron las emisiones en abierto de Intereconomía, el canal generalista español de tendencia conservadora, que incluía información política, religiosa, económica, deportiva y social, películas y documentales de producción propia y ajena de contenido general, además de reportajes de investigación.
El 31 de enero de 2022 se hizo efectiva la venta de las acciones de Vocento en la Sociedad Gestora de Televisión Net TV a Squirrel Media.
Este operador televisivo dio salidas a varias cadenas como: Fly Music, Net TV, Intereconomía, Disney Channel, MTV o Paramount Network en abierto.

#### Participación en canales de televisión actuales
Participa de las siguientes televisiones locales:
- Redes locales que siguen existiendo y pertenecen a Vocento
  - La Rioja:
    - Rioja Televisión

  - País Vasco
    - Álava TV, en Álava
    - Bizkaia TV, en Vizcaya

#### Participación en canales de televisión anteriormente (hasta 2022)
El grupo Vocento anteriormente participaba mediante asociación en los siguientes canales de TV:
- Sociedad Gestora de Televisión Net TV: Pertenecía al 55% a Pantalla Digital, de Vocento, un 25% a Intereconomía Corporación y un 20% a The Walt Disney Company Spain & Portugal.
  - Disney Channel: Canal de televisión privado en abierto, que emitía en España. Era propiedad de The Walt Disney Company Spain & Portugal, comenzó a emitir en 1998 y el 1 de julio de 2008 comenzó a emitir en abierto, a través del Grupo Vocento. Cesó sus emisiones el 7 de enero de 2025.
  - Paramount Network: Canal de televisión privada española de ámbito nacional, que emite en TDT y está operada por Viacom. El canal empezó a emitir el 30 de marzo de 2012.

##### Canales del grupo
En televisión, Vocento agrupaba para la emisión dentro de territorio español dos canales temáticos. Todas las cadenas se podían ver a través de TDT, plataformas de satélite o cable. Sus últimos canales fueron:
| Logotipo                      | Descripción |
| ----------------------------- | --- |
| Logotipo de Disney Channel    | Disney Channel: canal de televisión privado en abierto, que emitía en España. Era propiedad de The Walt Disney Company Spain & Portugal, comenzó a emitir en 1998 en plataformas de pago y el 1 de julio de 2008 lo hizo en abierto, a través del Grupo Vocento (asociada tras alquilar una frecuencia a Vocento en TDT). Cesó sus emisiones el 7 de enero de 2025. |
| Logotipo de Paramount Network | Paramount Network: canal de televisión privada española de ámbito nacional, que emite en TDT y está operada por Viacom. El canal empezó a emitir el 30 de marzo de 2012 (asociada tras alquilar una frecuencia a Vocento en TDT). |

#### Participación en productoras (hasta 2022)
La participación de Vocento en las productoras se agrupaba en la empresa de contenidos Veralia, que fue vendida a Squirrel Media el 31 de enero de 2022.

##### Europroducciones
Fundada en 1991. Es una de las productoras más importantes de España. Está especializada en concursos y tuvo cierto tirón dentro del mundo de las telenovelas. Aparte de en España, tiene filiales en Italia, Portugal, Polonia, Grecia, Rumania, Chile y Turquía. Cuenta con un departamento denominado Euro Ficción, desde el que producen películas. Tiene otro departamento dedicado a la producción publicitaria y otro departamento que gestiona la imagen de diversos artistas, presentadores o escritores (María Teresa Campos, Ramón García o Reyes Monforte por ejemplo).
Algunos de sus programas:
- Día a día
- Cada día
- Se llama copla
- A tu vera
- Un beso y una flor
- El Grand Prix del verano
- ¿Que apostamos?

Telenovelas:
- El secreto  (Coproducción con Televisa)
- La verdad de Laura  (Coproducción con Televisa)
- Luna negra
- Obsesión
- C.L.A. No somos ángeles

##### BocaBoca
BocaBoca Producciones es una productora audiovisual española. Se creó en 1988, y se encarga de producción de series de ficción, cine y entretenimiento. Está especializada en programas de reportaje y documentales. También se dedica al cine.
Algunas de sus series:
- 2011: La Fuga
- 2010: Manu & Monkey
- 2010: Quiero vivir
- 2008: 2 de mayo: La Libertad de una nación
- 2008: Llagrima de sang
- 2008: Ous amb caragols
- 2006−2008: Laberint de passions
- 2006: Amistades peligrosas
- 2006: Con dos tacones
- 2006: Ellas y el sexo débil
- 2006: Mira qué pelos
- 2005−2006: Vallterra
- 2005: Suite Hotel
- 2004: Los 80
- 2003: El Pantano
- 2002−2003: 20Tantos
- 1997−2002: Al salir de clase
- 2001: Abogados
- 1998−2008: El Comisario
- 1998: Quítate tú pa ponerme yo
- 1997−1999: Todos los hombres sois iguales

Sus programas más exitosos:
- 21 días
- Conexión Samantha

##### Hill Valley
Es una productora especializada en el humor. Alguno de sus programas fueron:
- La hora chanante
- Muchachada Nui
- Museo Coconut
- Involución

##### Videomedia
Es una de las productoras más antigua y grandes de España y de la que Vocento poseía el 30% de sus acciones hasta el año 2013.
Mientras que en los años 90 se especializó en el entretenimiento con espacios como Lo que necesitas es amor, en la última década se han centrado mayoritariamente en la ficción:
- MIR
- Hospital Central
- RIS, científica
- Entre otras muchas.

Europroducciones, BocaBoca o Videomedia, están detrás de programas como Hospital Central, El Comisario y Pasapalabra.

##### Tripictures
Fue propiedad del grupo y es una de las mayores distribuidoras de cine independiente de España. Su catalógo anterior a la década de 2010 fue actualmente distribuido por Vértice 360 que lo emite en BOM Cine.

### Anuncios clasificados
El Grupo Vocento cuenta con su propia red de clasificados en Internet. Los portales de anuncios en el ámbito inmobiliario (pisos.com y pisocompartido.com), motor (Autocasion.com y Unoauto.com) y laboral (Infoempleo.com) constituyen una vía complementaria a la oferta de servicios de su contenido digital, en la que Vocento trabaja de forma exclusiva, y que se ha consolidado como un negocio rentable con crecimientos continuos en términos de ingresos.

## Acción cultural
La Fundación Vocento, presidida por Enrique de Ybarra y dirigida por Fernando García de Cortázar, coordina las acciones del grupo en el ámbito cultural, destacando:
- Las aulas de cultura, lugares de encuentro y debate.
- La revista de pensamiento El Noticiero de las Ideas.
- El máster de Periodismo de El Correo-UPV y ABC.
- El Premio ABC Solidario, a las mejores iniciativas solidarias entre estudiantes universitarios.

Cada año se entrega el Premio Vocento a los Valores Humanos, por el respeto a las libertades y el compromiso con las ideas y la cultura. 
Lista de premiados:
- 2007: Kike Figaredo, S. J.
- 2006: Miguel Delibes
- 2005: Real Academia Española
- 2004: 112 Madrid, centro de emergencias que activó los servicios que atendieron a las víctimas del 11-M
- 2003: El cardiólogo Valentí Fuster
- 2002: Adolfo Suárez
- 2001: Nicole Fontaine
- 1999: Aitana Sánchez-Gijón, entonces presidenta de la Academia del Cine
- 1998: El matrimonio formado por Margarita Salas y Eladio Viñuela
- 1997: El escritor y periodista Arturo Pérez-Reverte
- 1996: Carmen Iglesias, consejera de Estado y catedrática de Historia

## Bolsa
El 8 de noviembre de 2006, el 20 % del capital de Vocento comenzó a cotizar en las bolsas de Madrid, Barcelona, Bilbao y Valencia dentro del Sistema de Interconexión Bursátil Español (Mercado Continuo).